# 布利澤德峰
布利澤德峰（英語：Blizzard Peak）是南極洲的山峰，座標84°38′S 164°8′E，位於沙克爾頓海岸，屬於亞歷山德拉皇后山脈中馬歇爾山脈的一部分，海拔高度3,375米（11,070英尺），由新西蘭探險隊命名，現時由南極條約體系管理。

## 外部連結
. . United States Geological Survey.   [2011-07-26].
84°38′S 164°8′E / 84.633°S 164.133°E